# Jamník (okres Liptovský Mikuláš)
Jamník (Hongaars: Jamnik) is een Slowaakse gemeente in de regio Žilina, en maakt deel uit van het district Liptovský Mikuláš.
Jamník telt 469 inwoners.